# Agrias plausibilis
Agrias plausibilis är en fjärilsart som beskrevs av Hans Fruhstorfer 1916. Agrias plausibilis ingår i släktet Agrias och familjen praktfjärilar. Inga underarter finns listade i Catalogue of Life.